# Diorama (gruppo musicale)
I Diorama sono un gruppo musicale synthpop Tedesco.

## Formazione
- Torben Wendt - testi, musica, voce, tastiere
- Felix Marc - co-produzione, tastiere
- Sash Fiddler - chitarre
- Marquess - batteria

## Discografia
- Pale (1999)
- Her Liquid Arms (2001)
- The Art Of Creating Confusing Spirits (2003)
- Amaroid (2005)
- Re-Pale (2005)
- Pale (re-release) (2005)
- A Different Life (2007)
- Cubed (2010)
- Even the Devil Doesn't Care (2013)
- Zero Soldier Army (2016)
- Tiny Missing Fragments (2020)